# Diritti umani in Russia

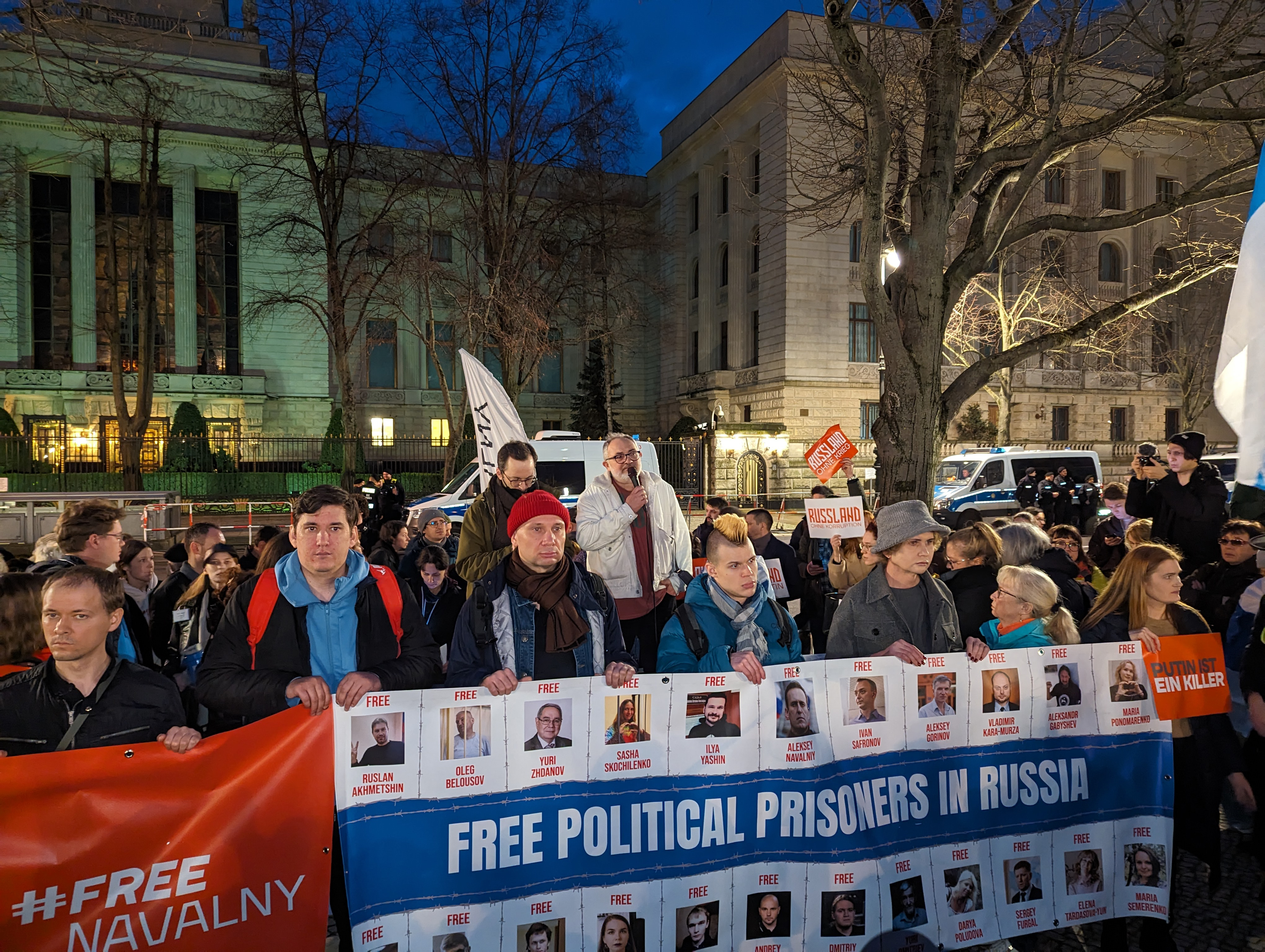
Protesta organizzata dall'opposizione russa in esilio per i diritti umani dei prigionieri politici, presso l'ambasciata russa di Berlino (febbraio 2024)

La situazione dei diritti umani in Russia è stata criticata da organizzazioni internazionali e da organi di informazione nazionali indipendenti per numerose violazioni. Formalmente la Costituzione della Federazione Russa tutela i diritti umani: «la persona, i suoi diritti e le sue libertà sono un valore supremo. Il riconoscimento, il rispetto e la difesa dei diritti e delle libertà della persona e del cittadino sono un obbligo dello stato» (articolo 2) e «lo stato salvaguarda la dignità della persona. Niente può giustificarne la menomazione [...] Nessuno può essere sottoposto a torture, violenze e ad altro trattamento oppure punizioni crudeli o pregiudizievoli della dignità personale» (articolo 21), benché di fatto le violazioni segnalate siano numerose.

## Situazione
Alcune delle violazioni più comunemente citate includono le morti in custodia, l'uso sistematico e diffuso della tortura da parte delle forze di sicurezza e delle guardie carcerarie, l'esistenza di rituali di nonnismo all'interno dell'esercito russo, denominati dedovščina ("regno dei nonni"), nonché diffuse violazioni dei diritti dei bambini, e dei lavoratori.
Diffuse sono la violenza domestica e contro le donne tollerata, con diverse fattispecie decriminalizzate nel 2017, violazioni del diritto alla salute, mancanza di fognature per il 40 % della popolazione, casi di violenza e pregiudizio contro le minoranze etniche e religiose, e gli omicidi mirati di giornalisti e di oppositori politici.

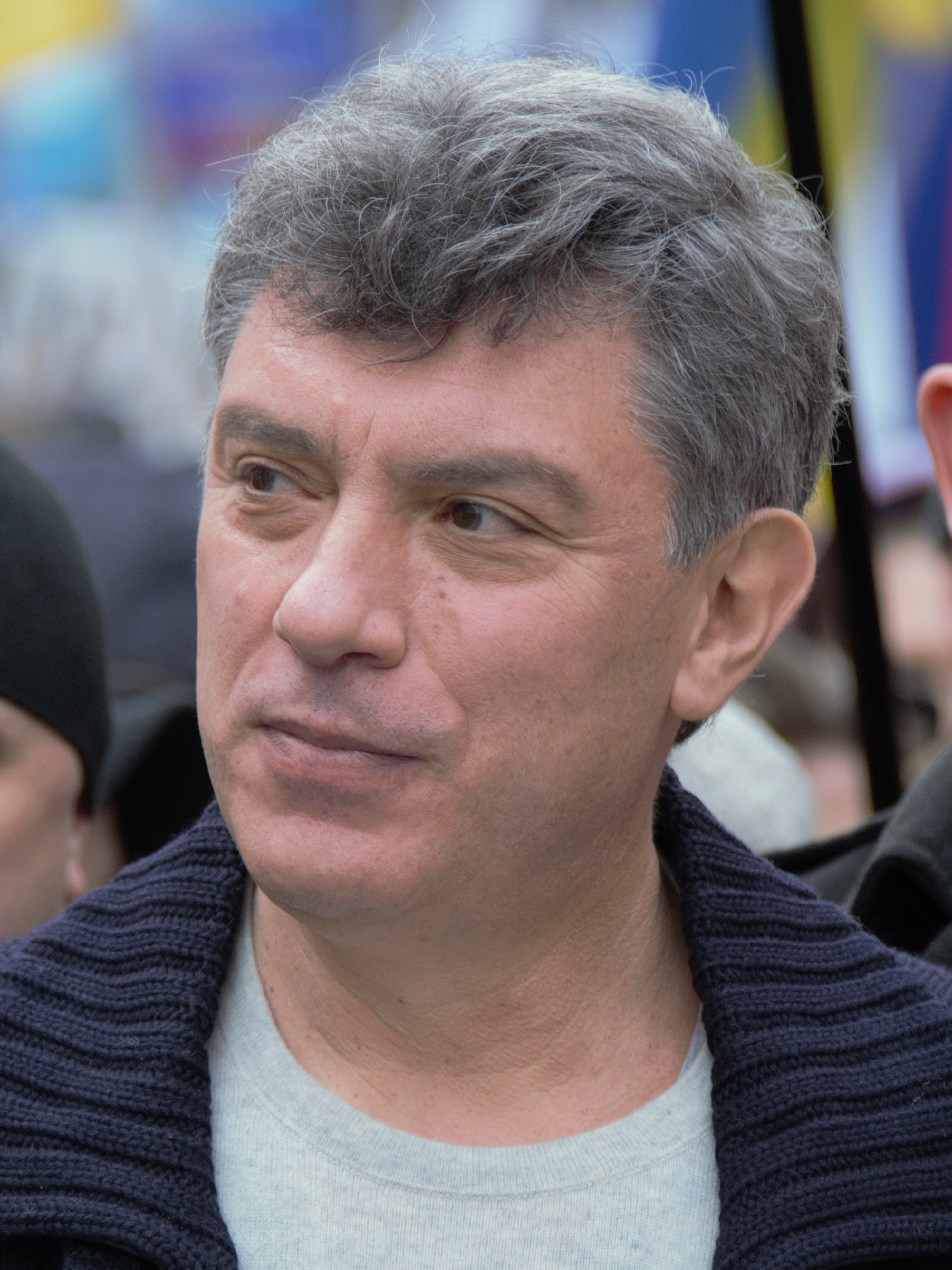
Boris Nemcov, principale leader di opposizione al presidente Putin, venne assassinato di fronte al Cremlino nel 2015

La Corte europea dei diritti dell'uomo (CEDU) ha ripetutamente condannato la Russia per violazioni di diritti umani da parte del sistema giudiziario, gli abusi e le inadeguatezze del sistema carcerario (ad esempio sentenza Poljakova e altri v. Russia sulle regole per l'assegnazione dei detenuti alle colonie remote, Tomov e altri v. Russia relativa agli standard nazionali delle condizioni di trasferimento in carcere, Muchametov e altri v. Russia, sull'autorizzazione alle visite in carcere per i detenuti in attesa di giudizio, ecc.), per tortura e violenza sessuale perpetrate da agenti di polizia e per diverse leggi politiche. La pena di morte in Russia non è in vigore, seppur non ufficialmente abolita, ma sono documentate esecuzioni capitali extragiudiziali, ad esempio in Cecenia. Dal 2022 sono state emesse condanne a morte sospese contro combattenti stranieri occidentali catturati in Ucraina. La massima pena è per legge l'ergastolo per gli uomini e 27 anni per le donne, solitamente per reati collegati al terrorismo, strage o all'alto tradimento
In quanto successore dell'Unione Sovietica, la Federazione Russa è tenuta a rispettare gli stessi accordi sui diritti umani firmati e ratificati dal suo predecessore, come la convenzione internazionale sui diritti civili e politici e la convenzione internazionale sui diritti economici, sociali e culturali. Verso la fine degli anni Novanta, la Russia ha ratificato la Convenzione europea dei diritti dell'uomo e, dal 1998, la Corte europea dei diritti dell'uomo di Strasburgo è diventata l'ultima corte di appello per i cittadini russi presso il loro sistema giudiziario nazionale.
In quanto ex membro del Consiglio d'Europa e firmatario della Convenzione europea dei diritti dell'uomo, la Russia ha assunto obblighi internazionali relativi alla questione dei diritti umani. Nell'introduzione al rapporto del 2004 sulla situazione in Russia, il Commissario per i diritti umani del Consiglio d'Europa ha rilevato che "i radicali cambiamenti avvenuti dopo il crollo dell'Unione Sovietica sono innegabili". A partire dal secondo mandato presidenziale di Vladimir Putin (2004-2008), sono aumentate le segnalazioni di violazioni dei diritti umani.
Dopo le elezioni della Duma di Stato del 2011 e il successivo ritorno di Putin alla presidenza nella primavera del 2012, si è verificato un assalto legislativo a molti diritti internazionali e costituzionali, ad esempio l'articolo 20 (Libertà di riunione e di associazione) della Dichiarazione universale dei diritti umani, sancito dagli articoli 30 e 31 della Costituzione della Federazione Russa (1993).
Nel dicembre 2015 è stata promulgata una legge che conferisce alla Corte costituzionale russa il potere di determinare l’applicabilità o l’inosservanza delle risoluzioni degli organismi intergovernativi, come la Corte europea dei diritti dell'uomo.
Esistono tuttavia delle figure pubbliche di difensori civici "autorizzati" dei diritti umani che collaborano con lo Stato, perorando i diritti dei carcerati e potendo visitare le prigioni, come i membri del Consiglio presidenziale per la società civile e i diritti umani, e il Commissario per i diritti umani che fa parte dei dipendenti del governo.
Nel 2022 la Corte suprema di cassazione italiana ha negato l'estradizione di un cittadino greco poiché la Russia non è più membro del Consiglio d'Europa e della CEDU, e le sue carceri non garantiscono il rispetto degli articoli 3 e 6 CEDU (protezione dal "pericolo di torture o trattamenti inumani e degradanti e lesivi della dignità umana").

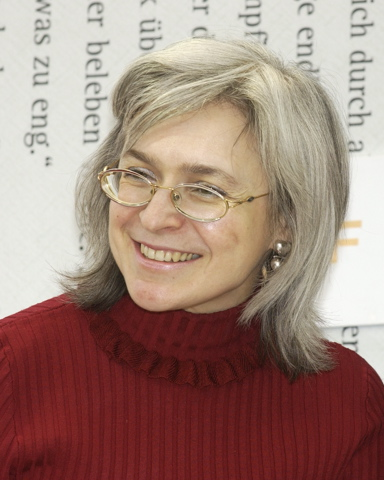
Anna Politkovskaja, nota per i suoi reportage sulla seconda guerra cecena e per le sue aspre critiche contro le forze armate e i governi russi sotto Putin, fu assassinata a Mosca il giorno del compleanno del Presidente, il 7 ottobre 2006

Ciò si ripetuto in seguito anche per un cittadino russo rifugiato in Lettonia incriminato per frode, e ha portato all'annullamento di tutti i mandati di cattura di Mosca e dell'Interpol in Italia e alla liberazione delle persone arrestate. Anche altri paesi europei adottano questa politica, come la Francia, che ha negato, come altri sette paesi dell'Unione europea, l'estradizione di un ceceno accusato di terrorismo a cui era stato tolto lo status di rifugiato. Anche l'Interpol rifiuta estradizioni o collaborazioni per i reati che sono considerati politici.
Dal 16 marzo 2022 la Russia non è più uno Stato membro del Consiglio d'Europa.
Nel 2025, nell'ambito di una denuncia presentata dell'Ucraina nel 2021, la CEDU ha chiesto alla Russia di rispondere in giudizio alle accuse secondo cui sarebbe responsabile di 24 omicidi politici o tentati omicidi tra il 2003 e il 2020 sul territorio europeo e russo: tra questi, l'omicidio per avvelenamento di Aleksandr Litvinenko a Londra nel 2006, l'avvelenamento di Sergej Skripal' e della figlia a Salisbury nel 2018, l'avvelenamento di Aleksej Naval'nyj nel 2020, l'avvelenamento di Jurij Ščekočichin e l'omicidio della giornalista Anna Politkovskaja nel 2006. Alla causa si è aggiunta anche la denuncia per il tentato duplice omicidio per avvelenamento di Vladimir Kara-Murza nel 2015 e nel 2017. Lo stesso anno la CEDU si è pronunciata contro la Russia in riferimento a crimini di guerra commessi in Ucraina.
La Russia è considerata politicamente non libera e dal 2011 non ci sono partiti di opposizione indipendenti alla Duma di Stato.

## Repressione politica

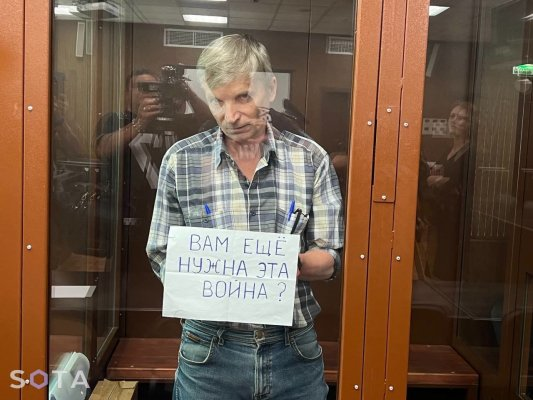
Il deputato del consiglio distrettuale di Krasnosel'skij Aleksej Gorinov, membro del partito di opposizione Solidarnost, è stato il primo cittadino russo incarcerato secondo la legge censoria del 2022, a quasi 10 anni di carcere per "false informazioni sull'esercito e discredito dei militari" (7 anni per aver deplorato l'invasione russa e affermato che "celebrazioni e festeggiamenti pubblici" erano inappropriati durante la guerra, respingendo la proposta di organizzare un concorso di disegno per bambini poiché in Ucraina "i bambini stanno morendo" a causa dell'aggressione delle truppe russe) ai sensi dell'articolo 207.3 e 208, e in seguito per "istigazione al terrorismo" (3 anni, aver sostenuto a parole la resistenza dei militari ucraini in un discorso con altri detenuti). È stato candidato al Premio Nobel per la pace 2025.

Nel 2008 fu istituito il Centro per la lotta all'estremismo presso il Ministero degli Interni, che collabora con i servizi segreti interni e polizia politica (FSB), con il Comitato investigativo e il Ministero della Giustizia, in varie attività repressive.
Nel 2014 è stata introdotta una prima legge censoria ("Diffusione di informazioni che esprimono un'evidente mancanza di rispetto per la società sui giorni di gloria militare, nonché profanazione dei simboli della gloria militare della Russia, insulto alla memoria dei difensori della Patria tramite Internet"), diretta contro i giornalisti, gli attivisti e gli storici, definita "legge contro la riabilitazione del nazismo", che vieta la critica e la pubblicazione di notizie divergenti dalla versione ufficiale della storia dell'Unione Sovietica, specialmente in riferimento alla seconda guerra mondiale e alla grande guerra patriottica, ma anche prendendo di mira la storiografia critica sulla leadership di Stalin.
Con l'invasione russa dell'Ucraina del febbraio 2022 è stato introdotto il reato di "discredito delle forze armate" e "false informazioni sull'esercito" ("diffusione pubblica di informazioni consapevolmente false sull'utilizzo delle forze armate della Federazione Russa"), nella cosiddetta "legge sulle fake news" (a livello internazionale nota come "legge sulla censura di guerra del 2022"), contro chi viene accusato di diffondere volontariamente tali false informazioni, punito anche con diversi anni di carcere, legge utilizzata spesso per colpire chi critica il governo specie in relazione al comportamento dell'esercito o manifesta contro la guerra anche pacificamente, adottando punti di vista dissenzienti da quello ufficiale del governo o diffondendo notizie censurate o negate da esso, etichettate come fake news.
Secondo i critici del regime, come il giornalista di Novaja Gazeta Leonid Nikitinskij, la guerra avrebbe definitivamente trasformato lo stato autoritario russo - in cui il diritto instaurato con molte fragilità dalla Costituzione del 1993 era già compromesso dal lungo governo di Putin - da un regime ibrido in nuovo totalitarismo come quello sovietico, o secondo altri, come la politologa Ekaterina Schulmann, in un'autocrazia dittatoriale.
Molte leggi repressive sono un'estensione del vilipendio e sono accusate di configurare reati di opinione che colpiscono la libertà di espressione di chiunque manifesta, punibili anche con anni di carcere in colonia penale (ad esempio se riconosciuti colpevoli di fake news militari o discredito ripetuto), mentre precedentemente al 2022 con una multa e sanzioni amministrative, o al massimo con 30 giorni di arresto in centro detentivo in alcuni casi; ciò in maniera analoga a quanto succedeva in URSS con il pretesto del divieto di "attività controrivoluzionaria" o antisovietica (articolo 58 del codice penale) punita con le massime pene. La legge ha un precedente inoltre nella legge sovietica del 1966 che sanciva che la pubblicazione di "notizie false" fosse sanzionata con la reclusione fino a tre anni.
La legge sulle fake news è considerata da molti come anticostituzionale a norma dei seguenti articoli:
(Articolo 3 comma 1)
(Articolo 29)
Esiste una lunga lista di reati politici o che vengono usati contro i dissidenti e prigionieri politici; i dissidenti, i sospetti e i giornalisti indipendenti, oltre che per questo nuovo reato, vengono spesso imprigionati con accuse di reati comuni o puramente politiche, fittizie o generiche, ad esempio: "tradimento", "corruzione", "frode elettorale", "evasione fiscale", "teppismo", "odio religioso", "offese ai sentimenti religiosi", "aggressione di poliziotti" (accuse spesso fabbricate o strumentali, essendo la magistratura non indipendente ma composta da esponenti fedeli al governo o posta sotto il controllo dei Ministeri della Giustizia, della Difesa e degli Interni), vari pretesti; le organizzazioni come Amnesty International considerano reati puramente politici, che sono puniti con pene solitamente tra 2 e 15 anni, oltre alle "fake news militari", "discredito delle forze armate" e al "revisionismo sulla grande guerra patriottica" anche le seguenti fattispecie: "discredito nei confronti di organi dello stato", essere un "agente straniero" non dichiarato o dichiarato, ma considerato pericoloso per la sicurezza (ossia chiunque viene giudicato essere sotto generica "influenza straniera"; l'agente straniero deve registrarsi e non può accedere a diversi lavori, come tutti i lavori statali o collegati, oltre a dover apporre un disclaimer sulle pubblicazioni on line; la CEDU ha dichiarato illegittima la legge sugli agenti stranieri); reato di "estremismo" (accusa rivolta a tutti i partiti o gruppi che si oppongono in maniera aperta a Putin e che vengono riconosciuti tali dai tribunali o procure, compresi i gruppi non violenti, equivalente alla definizione occidentale di "eversivo" o "associazione sovversiva") e "partecipazione a comunità estremista"; reato di "giustificazione del terrorismo", "istigazione al terrorismo" e "partecipazione a comunità terroristica" (reati nati per combattere il terrorismo islamico o separatista come quello ceceno nel Caucaso, il cui uso viene però completamente distorto contro attivisti, simpatizzanti dell'Ucraina o critici del Cremlino, sabotatori, a volte autori di vandalismo a sfondo politico o resistenti di lotta armata, compresi cittadini ucraini dei territori occupati); "inviti pubblici a compiere attività dirette contro la sicurezza dello Stato"; "collaborazione su base riservata con uno Stato straniero, o con un’organizzazione internazionale o straniera" (comprese le Nazioni Unite); "appelli ad adottare sanzioni contro la Federazione"; reato di appartenenza, fondazione o partecipazione ad organizzazioni dichiarate "indesiderabili" sul territorio russo.
(Vladimir Kara-Murza)

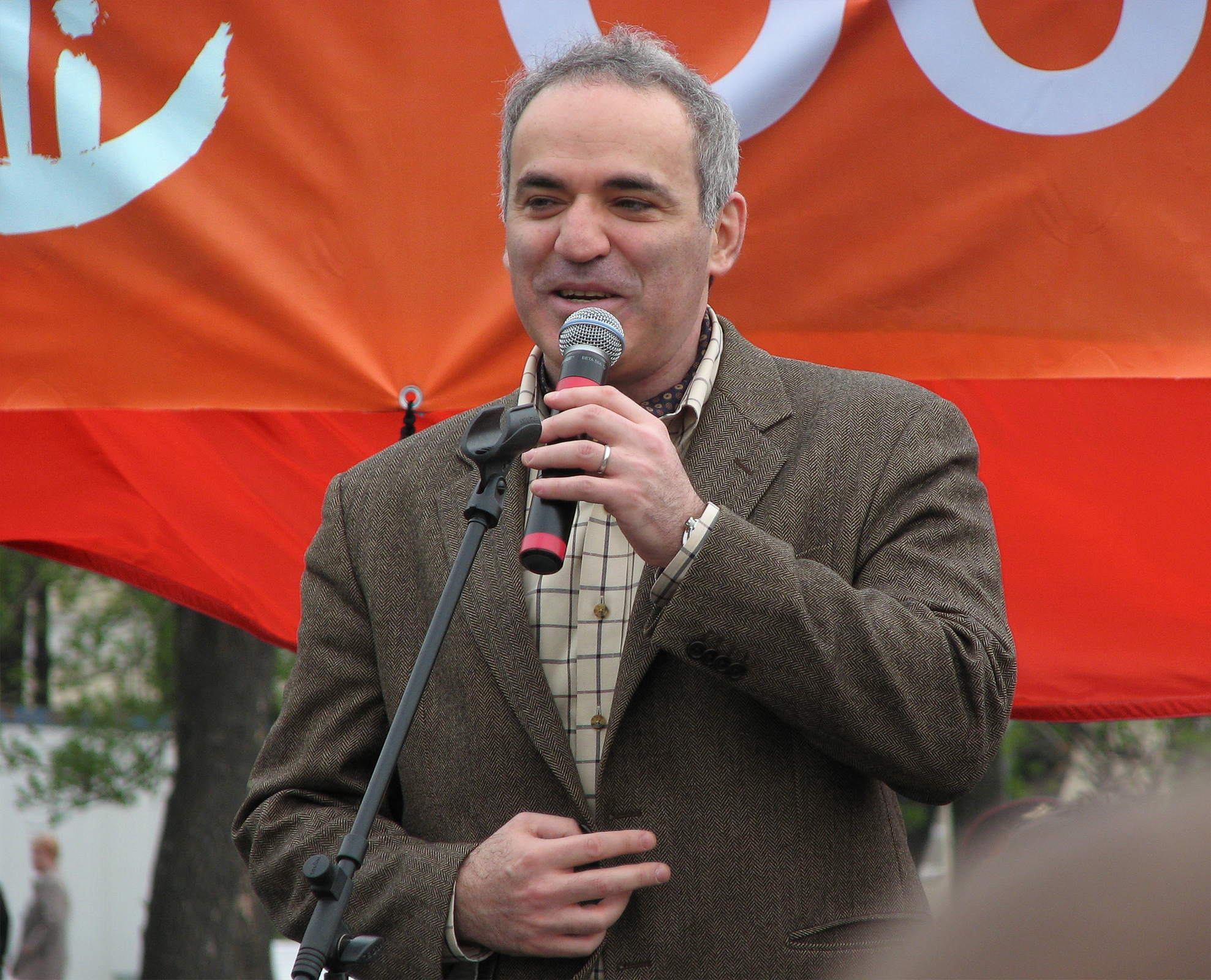
Lo scacchista pluricampione espatriato nel 2014 Garri Kasparov è stato dichiarato agente straniero, "terrorista ed estremista" per il suo impegno politico contro Putin e la guerra e in favore dei diritti umani.

Alcuni di questi reati (collegati al cosiddetto "terrorismo") non consentono di solito la libertà vigilata con scarcerazione anticipata, permettono la confisca dei beni e rendono obbligatorio l'inserimento in liste discriminatorie gestite dall'agenzia governativa Rosfinmonitoring (l'agenzia di intelligence finanziaria), in cui il condannato resta iscritto anche una volta scontata la pena, per cui gli vengono impediti alcuni lavori per sempre o per un certo periodo (oltre a qualsiasi lavoro collegato allo Stato, anche la professione giornalistica, di insegnante o di gestore di siti web). Come riportato da Amnesty International «essere inseriti in questo registro, su cui non c'è alcuna revisione giudiziaria, comporta il blocco dei conti bancari e limita le spese a 10.000 rubli al mese, pari a circa 100 euro. Per coloro che risultano registrati, mantenere anche solo uno standard di vita di base rappresenta una sfida notevole». Inoltre la prassi russa di giudicare i civili accusati di reati collegati con il terrorismo attraverso tribunali militari è assai contestata, non essendo in vigore la legge marziale.
Tra le organizzazioni dichiarate agenti stranieri, oppure estremiste o indesiderabili a partire dal 2015 ci sono partiti politici, organizzazioni non governative, network, associazioni religiose, imprese e gruppi generici, come ad esempio la fondazione per i diritti umani e il ricordo delle persecuzioni sovietiche Memorial, la ONG Amnesty International, Gruppo Helsinki di Mosca, l'associazione Human Rights Watch, il gruppo Open Russia di Michail Chodorkovskij, il partito Russia del Futuro e la collegata Fondazione Anti-corruzione fondate da Aleksej Naval'nyj, Open Society Foundations di George Soros, l'associazione di cultura British Council, l'Università di Yale, le associazioni pacifiste e pro-Ucraina, Radio Free Europe/Radio Liberty, Novaja Gazeta, Meduza, Mediazona, la fondazione contro l'AIDS di Elton John, il Centro Sacharov, il Forum delle Nazioni Libere della Post-Russia, i Testimoni di Geova, Scientology, Falun Gong, le organizzazioni estere di russi espatriati dissidenti, Instagram, Facebook e l'azienda Meta di Mark Zuckerberg (l'accesso a questi social network occidentali è bloccato e può essere autorizzato, ma è tollerato anche l'accesso tramite server proxy VPN se gli account non vengono usati per propaganda antigovernativa), le associazioni femministe, i movimenti ambientalisti quali WWF e Greenpeace, e il movimento per i diritti LGBT in Russia.
La libertà dei mass media è quasi inesistente, mentre l'accesso a siti internet occidentali, compresi social media, è vietato o controllato. Anche numerosi artisti e letterati sono stati incriminati e arrestati per il contenuto delle loro opere, anche come ritorsione per opinioni espresse separatamente, così avvengono a volte minacce e incriminazioni contro gli avvocati difensori dei detenuti politici, che vengono coinvolti dalle accuse rivolte ai clienti. Lo stesso può capitare a volte ai famigliari se ritenuti complici o favoreggiatori.

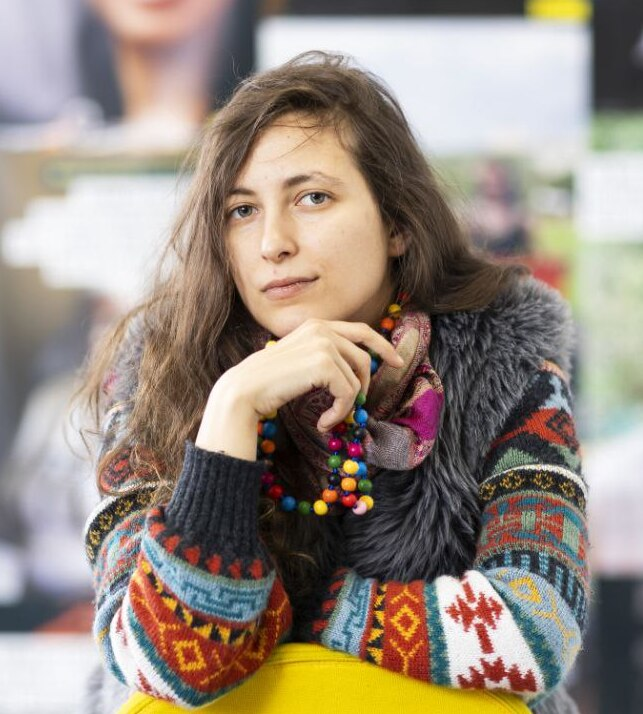
Aleksandra Skočilenko, artista pacifista e attivista LGBT, è stata condannata a 7 anni di reclusione per aver sostituito dei cartellini con prezzi con notizie sui bombardamenti contro i civili ucraini durante la battaglia di Mariupol' (2022), atto considerato "falsa informazione militare" ai sensi della legge russa sulla censura, scontandone 2 e mezzo.

Secondo le associazioni per i diritti umani come Amnesty International, Human Rights Watch e come riportato anche dal politico di opposizione ed ex prigioniero politico Vladimir Kara-Murza (già condannato a 25 anni e detenuto in Siberia, la più alta condanna al carcere per motivi politici dai tempi di Stalin), e da altri dal 2022 più di 20.000 persone sono state detenute dalla polizia in Russia per aver protestato contro la guerra, circa 1000 di esse sono state incriminate, processate o imprigionate per ciò e oltre 9.000 sono state oggetto di arresti temporanei e sanzioni amministrative; al 2024 sono 1.300 i prigionieri politici detenuti per reati non violenti o atti di sabotaggio legati alla protesta contro la guerra, per un totale di più di 2000 detenuti politici conteggiati dalle Nazioni Unite, oltre alle migliaia di disertori. L'associazione Memorial conta tra 1500 e 3000 prigionieri politici, comprese le condanne per reati comuni considerate politicamente motivate. I gruppi per i diritti umani come OVD hanno pubblicato nel 2024 una lista di 120 prigionieri noti e in condizioni critiche o di vulnerabilità di cui richiedono la liberazione; molti di essi sono prigionieri di coscienza di Amnesty International. Circa 1 milione di russi hanno lasciato la Federazione a partire dal 2022, per sfuggire alla coscrizione e alla repressione per la propria posizione contro la guerra e il regime; si tratta della più grande ondata migratoria dalla Russia dai tempi dei rifugiati bianchi del 1917-1923.

## Situazione carceraria
(Dmitrij Muratov)
La Russia è considerata come uno degli stati che non rispettano le regole minime standard per il trattamento dei detenuti ("Mandela Rules") stabilite dalle Nazioni Unite. Il numero di detenuti e perseguitati politici sarebbe superiore a quello della metà degli anni 1980, prima dell'avvento di Gorbačëv alla guida dell'Unione Sovietica, e vi è secondo i testimoni una certa continuità e somiglianza tra il sistema concentrazionario e carcerario sovietico dei gulag (come descritto da testimoni come i dissidenti sovietici Aleksandr Solženicyn e Vladimir Bukovsky) e zarista (katorga) e il sistema di carceri e colonie penali (sorta di campi di lavoro per condannati) sotto il governo di Putin, compreso il controllo politico, l'indottrinamento e lo sfruttamento del lavoro forzato a fini economici e militari in maniera simile ai laogai cinesi, come il confezionamento di divise e accessori per i soldati e i poliziotti, servizi per la prigione, operai in fabbrica, lavori agricoli o costruzione di baracche, per circa 8-12 ore al giorno, con 6 giorni di lavoro a settimana in media, a volte con due giorni di lavoro e due di riposo per le donne e cinque giorni di lavoro e due di riposo per gli uomini (variabili), e una retribuzione di circa 10 000 rubli, equivalente a 130 dollari al mese, in certi casi fino a 400 dollari (300 dollari è la media del pensionato russo, considerata sotto la soglia della povertà) di cui la metà trattenuti dall'amministrazione per spese di mantenimento, per acquistare prodotti al negozio annesso al carcere; le ore di lavoro non potrebbero superare le 40 settimanali, ma molti lavorano 6 giorni alla settimana per 8 ore (48 ore); alcune colonie aggirano infatti le regole imponendo lavori extra "volontari" ai detenuti per motivi puramente commerciali.

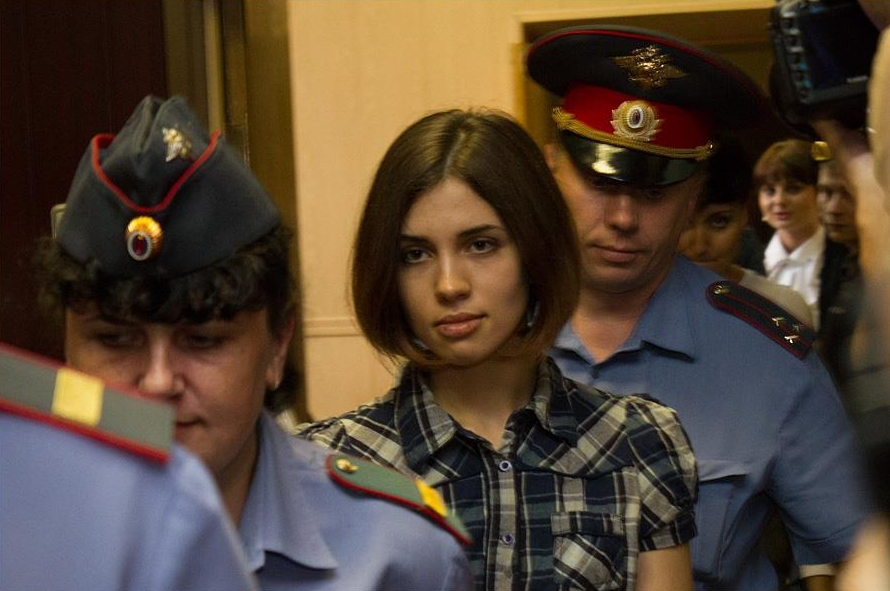
La cantante e attivista Nadežda Tolokonnikova alla corte distrettuale di Mosca

Nel 2013 Nadežda Tolokonnikova denunciò la corruzione della prigione dove era rinchiusa, affermando che le detenute lavoravano pressoché gratis tra le 16 e le 17 ore giornaliere come sarte, con una pausa notturna di 3-4 ore, e un giorno libero ogni 8 settimane, cosa confermata e denunciata anche da funzionari tra cui il direttore che sostenne che sono le detenute a voler lavorare per guadagnare o che le ore in più vengono imposte per rispettare gli ordini di consegna; ha affermato che quando i prigionieri si lamentano, vengono sanzionati duramente. La punizione collettiva è la più frequente, come il divieto di usare il bagno, ma la Tolokonnikova ha affermato che le autorità possono colpire volutamente parti sensibili dei prigionieri, come i reni; spesso questi atti sono delegati ad altri detenuti. Un'altra punizione consisterebbe nel tenere un prigioniero all'aperto al freddo senza vestiti sufficienti o lavorare senza vestiti, una donna rom sarebbe stata picchiata a morte, un'altra subì l'amputazione delle dita delle mani nonché di una gamba per assideramento e i casi di tentato suicidio e autolesionismo sono continui. Inoltre il vicedirettore del carcere l'avrebbe velatamente minacciata di morte. Ha condotto uno sciopero della fame fino ad essere esonerata, ricoverata e liberata. In seguito alla denuncia di Tolokonnikova e alla visita di ispettori, la colonia migliorò lievemente in apparenza le condizioni. La sua testimonianza ebbe una risonanza enorme in Russia e nel mondo, portando ad un'indagine governativa. Lo stesso accadde per la sua collega Marija Alëchina. Dove non c'è abbastanza lavoro per tutti, come in molte prigioni maschili sovraffollate, o nei centri di detenzione preventiva, i detenuti passano il tempo pulendo le celle o in altre attività.
L'assistenza medica (in particolare odontoiatrica), l'acqua pulita o calda, il cibo, i vestiti e i beni di necessità sono scarsi o inadeguati, il tutto peggiorato dopo il 2022 a causa dell'economia di guerra e la salute fisica e mentale dei detenuti è spesso compromessa; chi rifiuta il lavoro obbligatorio, commette infrazioni, non collabora, si ribella o protesta è vessato da guardie e da detenuti per reati ordinari, non può ottenere la scarcerazione anticipata né denaro e a volte subìsce aggressioni fisiche, è vittima di provocazioni fino a essere spinto al suicidio o a effettuare scioperi della fame talvolta fino alla morte, subìsce potenzialmente violenze e torture, o finisce in isolamento, con le luci accese anche di notte, solitamente senza riscaldamento e senza poter usare il letto ripiegabile durante il giorno, nelle prigioni più dure con solamente uno sgabello di legno e un tavolino ancorato al pavimento. Alcuni detenuti politici rifiutano totalmente di collaborare e lavorare, preferendo passare tempo in isolamento e senza "privilegi". I detenuti dichiarati a rischio suicidio o fuga vengono controllati ogni due ore dalle guardie, nonostante questa prassi provochi potenzialmente la privazione del sonno.

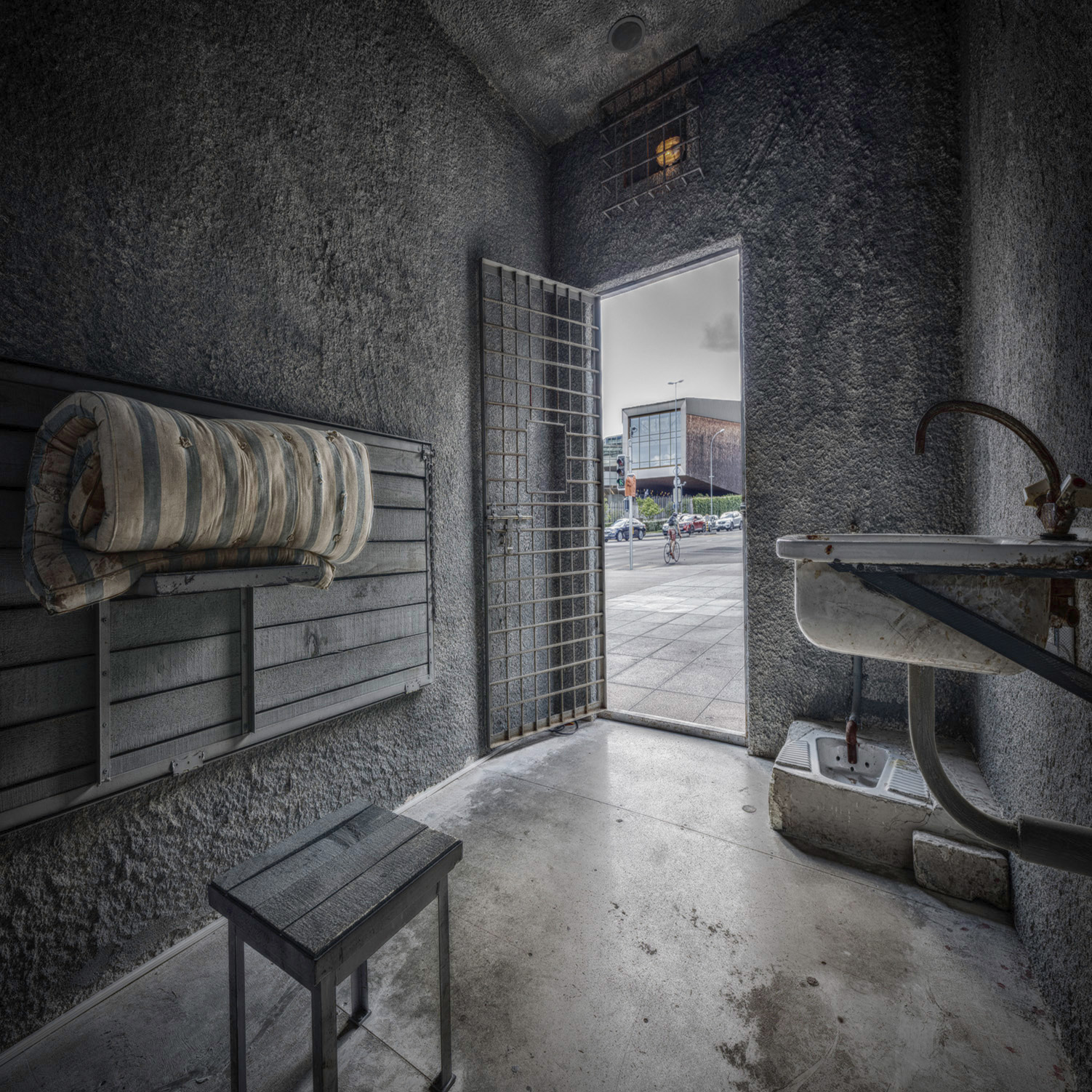
Replica della cella di isolamento ("shizo") in cui fu rinchiuso Aleksej Naval'nyj un anno prima di morire, in mostra a Place des Nations a Ginevra nel giugno 2023

Nel 2021, Sergej Savel'ev, un informatico bielorusso arrestato e condannato per droga, che si occupava della gestione dei sistemi informatici della prigione, diffuse numerosi video di violenze e torture che aveva registrato in anni precedenti, scatenando uno scandalo. Nel 2024 un video su Telegram mostrava agenti russi che torturavano brutalmente i terroristi responsabili dell'attentato al Crocus City Hall, suscitando la reazione anche del Commissario governativo Tat'jana Moskal'kova.
Anna Karetnikova, scrittrice e attivista, ex dipendente come ispettrice del Servizio Penitenziario Federale, che si è dimessa e si batte contro gli abusi sui detenuti, diventando dissidente, ha affermato che molte guardie si comportano come nell'esperimento carcerario di Stanford, adattandosi per conformismo agli atteggiamenti violenti tollerati o incoraggiati dal gruppo e dai superiori.
Migliaia di detenuti non politici sono stati arruolati volontari come paramilitari o militari per combattere in Ucraina dal 2022, o nei servizi civili all'esercito, con la concessione di amnistie e condoni, compreso il perdono totale agli ergastolani. I detenuti che collaborano con l'amministrazione come spie e controllori/supervisori per avere favori o libertà vigilata vengono soprannominati "fiduciari", mentre i detenuti politici che accettano di collaborare spontaneamente alle attività carcerarie vengono appellati "attivisti del campo" in senso dispregiativo. Chi è inabile al lavoro viene di fatto penalizzato ricevendo poco denaro, ed è costretto a passare quasi tutto il giorno in cella ad ascoltare propaganda governativa in televisione. I familiari e gli amici, quando possibile, possono fornire essi stessi cibo, denaro e beni ai carcerati. Alcune organizzazioni per i diritti umani raccolgono denaro per sostenere i detenuti e le famiglie. Nel 2020 furono contate 2700 morti certe in custodia di prigionieri per motivi disparati, da pestaggi, suicidi o presunti tali, autolesionismo o malattie come tubercolosi, cardiopatia, cancro, AIDS/HIV) o polmonite. Le organizzazioni per i diritti umani hanno però contato circa 11 000 morti in media all'anno per questi motivi. 
I prigionieri politici che ricevono regolarmente corrispondenza o sono monitorati da difensori dei diritti umani solitamente sono meno soggetti a maltrattamenti.

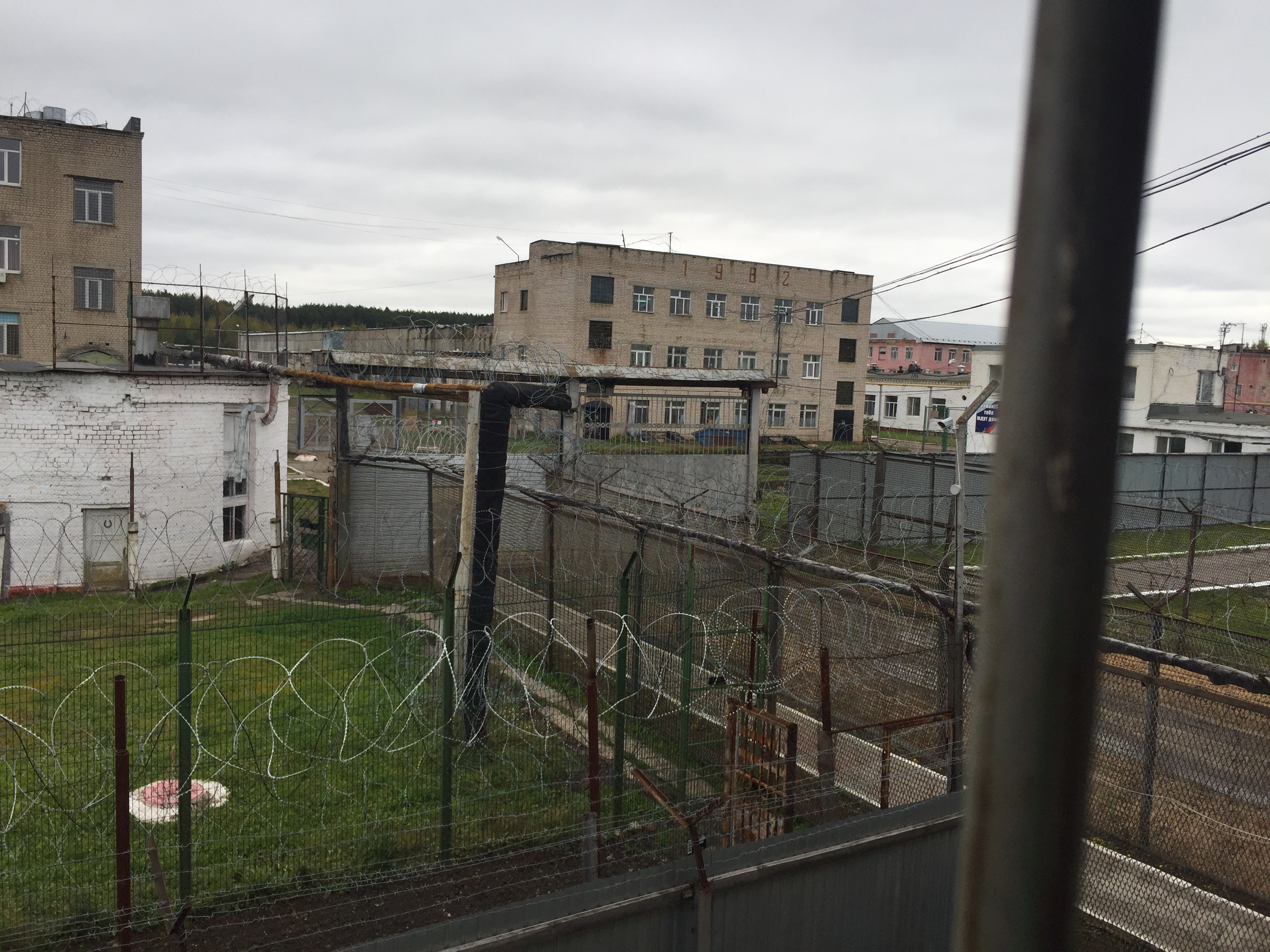
Colonia penale correttiva a regime severo a Kochma, nell'oblast' di Ivanovo

Esistono centri di detenzione preventiva (SIZO, a volte considerati più duri delle colonie, al punto che un giorno di pena viene conteggiato come valesse 1,5), sette penitenziari in stile occidentale (il più famoso a Lefortovo a Mosca, destinato a personaggi importanti dell'esercito o a volte prigionieri in attesa di scambi diplomatici, e non gestito dal sistema del Servizio Penitenziario Federale/FSIN ma direttamente dai servizi segreti interni dell'FSB), colonie penali correttive (divise in rosse e nere), note in sigla come IK, con caratteristiche diverse: di insediamento (dove i detenuti vivono in baracche ma sono sostanzialmente liberi), e centinaia di colonie a regime ordinario con un controllo più stretto e dove i detenuti vivono in ampie camerate; i prigionieri considerati più "pericolosi" (terroristi attivi, assassini seriali, capimafia e prigionieri politici di alto livello con pene pesanti) sono destinati alle colonie a regime severo o molto severo, carceri di massima sicurezza spesso in luoghi molto isolati e con scarsa possibilità di comunicazione con l'esterno e meno possibilità di utilizzare il denaro personale, confinati per la maggior parte del tempo in cella e dove abusi, morti sospette e omicidi sono più frequenti. 
Nel 2010 era stato presentato un progetto di riforma carceraria che prevedeva l'abolizione della colonia penale correttiva entro il 2020 sostituendo il sistema, simile a quello di una caserma militare, con penitenziari con celle, e luoghi più leggeri per i reati meno gravi, ma alla fine non venne realizzato, se non per alcune colonie di insediamento.

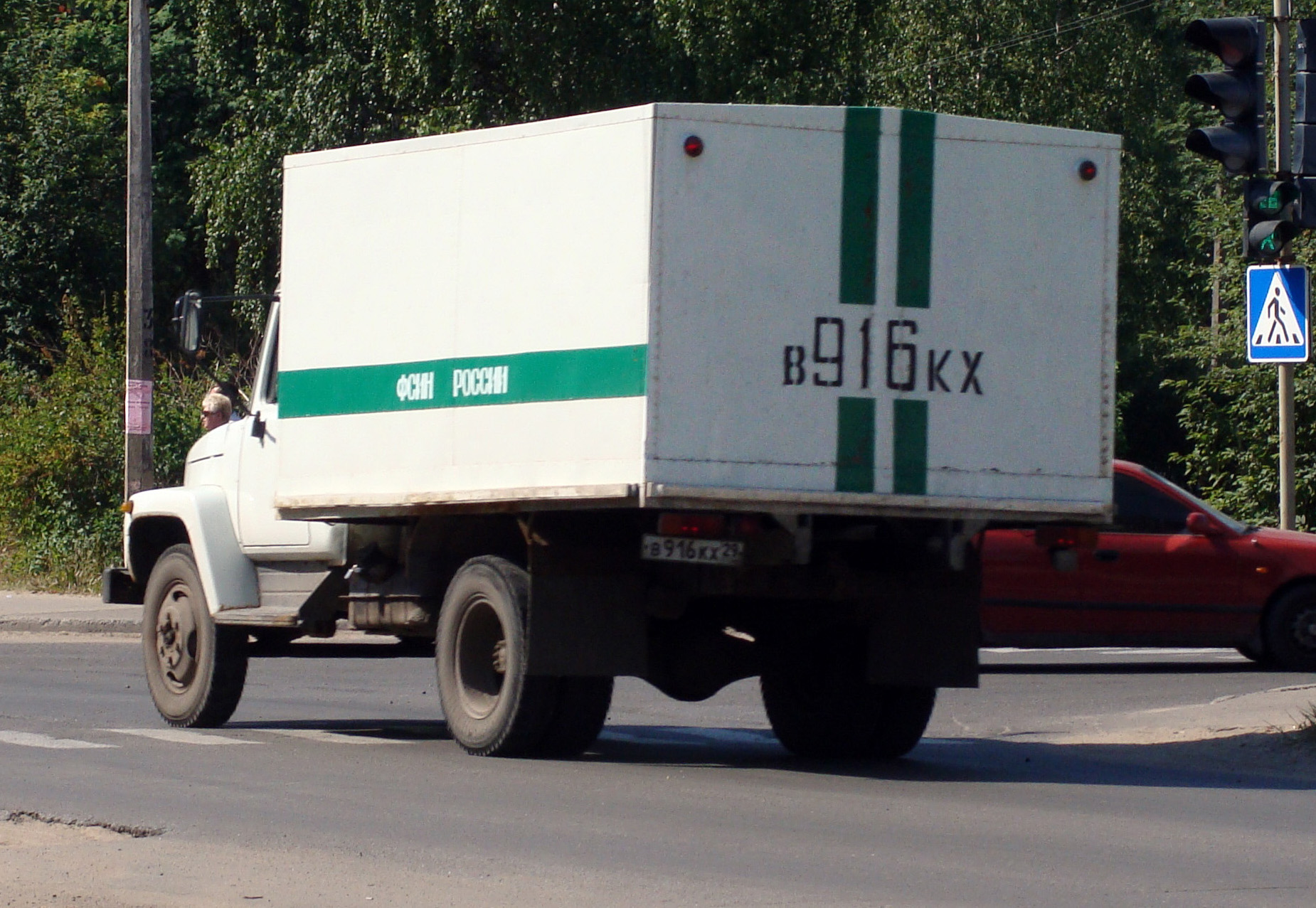
Furgone carcerario per il trasporto di detenuti, utilizzato fino a 27 prigionieri per volta.

Le poche colonie considerate "modello" organizzano anche spettacoli teatrali o attività artistiche tenute dai detenuti, hanno teatri e attività sportive e culturali, e nelle colonie femminili si tengono anche concorsi di bellezza, o eventi in cui sono ammessi i famigliari che possono visitare i parenti o vedere la zona "residenziale" o la fabbrica. In diverse prigioni, benché gli animali domestici non siano formalmente ammessi, sono presenti "colonie" di gatti, e talvolta questo è tollerato dalle autorità. Di norma i detenuti possono comunicare con gli avvocati e telefonare almeno una volta a settimana ai parenti, ma questo può essere limitato arbitrariamente in particolar modo per i detenuti politici in fase di processo. Ai parenti e amici è concessa solitamente una visita ogni due mesi della durata di quattro ore attraverso un vetro, e una della durata di tre giorni in cui possono incontrare il detenuto a più riprese senza divisioni, venendo ospitati in alberghi annessi alle colonie. Nelle colonie e carceri di massima sicurezza tutto questo non è ammesso, e anche la corrispondenza è limitata. Spesso i detenuti lontani da casa ricevono pochissime visite, a causa dei costi degli spostamenti in aereo.
La maggior parte dei detenuti, secondo la pratica penale russa di deportazione (che tipicamente combina reclusione ed esilio) risalente all'epoca zarista, viene trasportata dai centri detentivi preventivi alle colonie penali spesso lontane, o da un carcere all'altro, in vagoni ferroviari appositamente progettati, denominati Stolypin, che spesso percorrono itinerari tortuosi verso i territori più estremi del paese dal punto di vista geografico e climatico, o in furgoni sovraffollati. 

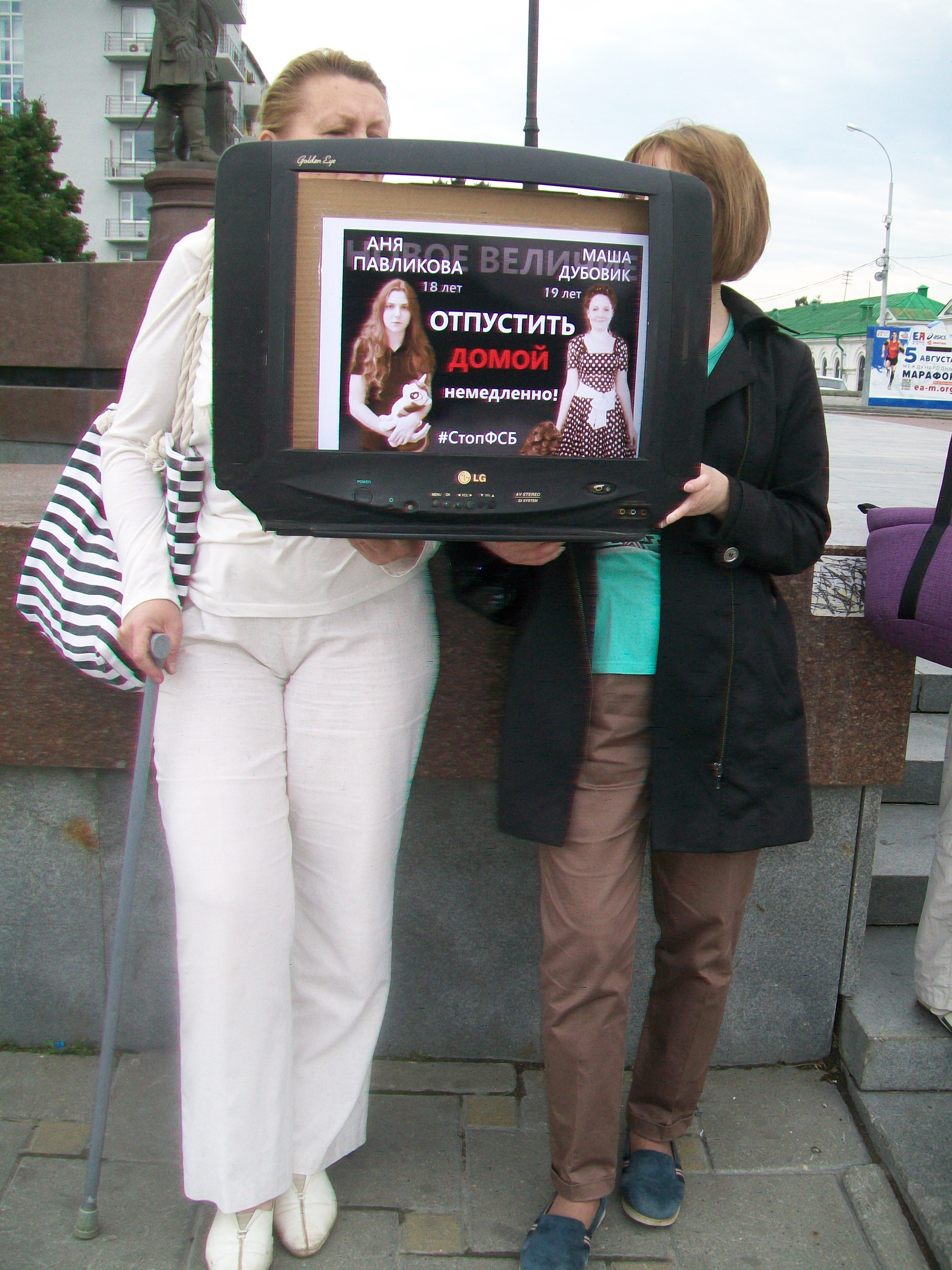
Manifestazione nel 2018 in favore di Anna Pavlikova e Marija Dubovik, due adolescenti con problemi di salute arrestate a 17 e 18 anni e detenute per quasi due, con altri giovani per aver partecipato ad una chat di un gruppo antigovernativo creato da agenti dei servizi segreti; Pavlikova (moglie del prigioniero di coscienza Konstantin Kotov) e Dubovik sono state condannate nel 2020 a 4 e 6 anni con la sospensione condizionale, sotto l'accusa fabbricata di "estremismo".

I viaggi durano a volte più settimane, durante le quali i detenuti subiscono spesso maltrattamenti fisici e psicologici, in alcuni casi fino alla morte, con scarso cibo, freddo intenso o caldo, condizioni scomode, spazi estremamente angusti, privazione di aria e luce solare, e possibilità di andare in bagno solo due o tre volte al giorno, e non durante le soste in stazione. Durante questo periodo sono spesso vittime di sparizione forzata temporanea. Con la guerra la percentuale di concessione della sospensione condizionale della pena per condanne a pochi anni si è ridotta. 
Le assoluzioni costituiscono meno dell'1% dei processi, configurando tutti i procedimenti politici come processi farsa. Nel 2024 sono stati stimati 130 adolescenti, minorenni e ragazzi, imprigionati come prigionieri politici e non nelle carceri russe, spesso con adulti durante la detenzione preventiva, a volte assieme a detenuti per reati comuni gravi. Sono stati identificati anche prigionieri di 14 anni. Sotto i 12 anni non possono essere detenuti in riformatorio, ma in altre strutture, e in certi casi di persecuzione politica un genitore è stato arrestato per atti del figlio ritenuti "sovversivi". 
Alcuni sono stati incastrati da agenti provocatori e infiltrati governativi che li hanno adescati o manipolati su internet, una prassi spesso usata.

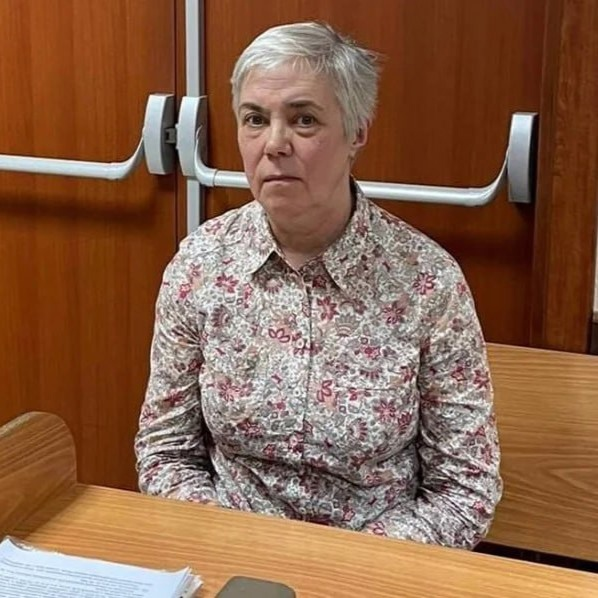
La pediatra di 68 anni Nadežda Bujanova è stata arrestata nel 2024 e poi condannata a 5 anni e mezzo di reclusione per sospetto "discredito dell'esercito", basandosi esclusivamente su una presunta frase che avrebbe detto al figlio di un soldato, suo paziente, riportata dalla madre.

Tra i prigionieri politici si contano ormai più di cento anziani, e la loro percentuale continua ad aumentare ogni anno. Gli istituti penitenziari traggono vantaggio dalla presenza di detenuti anziani perché, ai sensi dell'articolo 107 del Codice penale russo, l'amministrazione ha il diritto di dedurre fino al 50% dalle pensioni di vecchiaia o di invalidità. I dipendenti del FSIN possono sfruttare questo meccanismo a proprio vantaggio. Di conseguenza, i detenuti anziani vengono raramente rilasciati in libertà vigilata. Inoltre, la salute precaria dei detenuti anziani gioca a vantaggio delle autorità poiché sono più facili da intimidire e ricattare.
Anche centinaia di bambini fino a 3 anni, figli di detenute madri, sono presenti in asili nido annessi alle prigioni e colonie. Il tasso di incarcerazione è il più alto d'Europa, con una popolazione carceraria oscillante fra 400.000 e 630.000 detenuti su 143 milioni di abitanti, la terza del mondo dopo quella degli Stati Uniti e Cina. Diminuita nel 2019 rispetto ad anni precedenti e costituita perlopiù da condannati per omicidio, terrorismo, violenza e reati di droga, la popolazione carceraria ha avuto una nuova impennata dovuta a reati politici e reati minori puniti con l'incarcerazione, a partire dal 2021-22.

## Abuso della psichiatria a fini politici

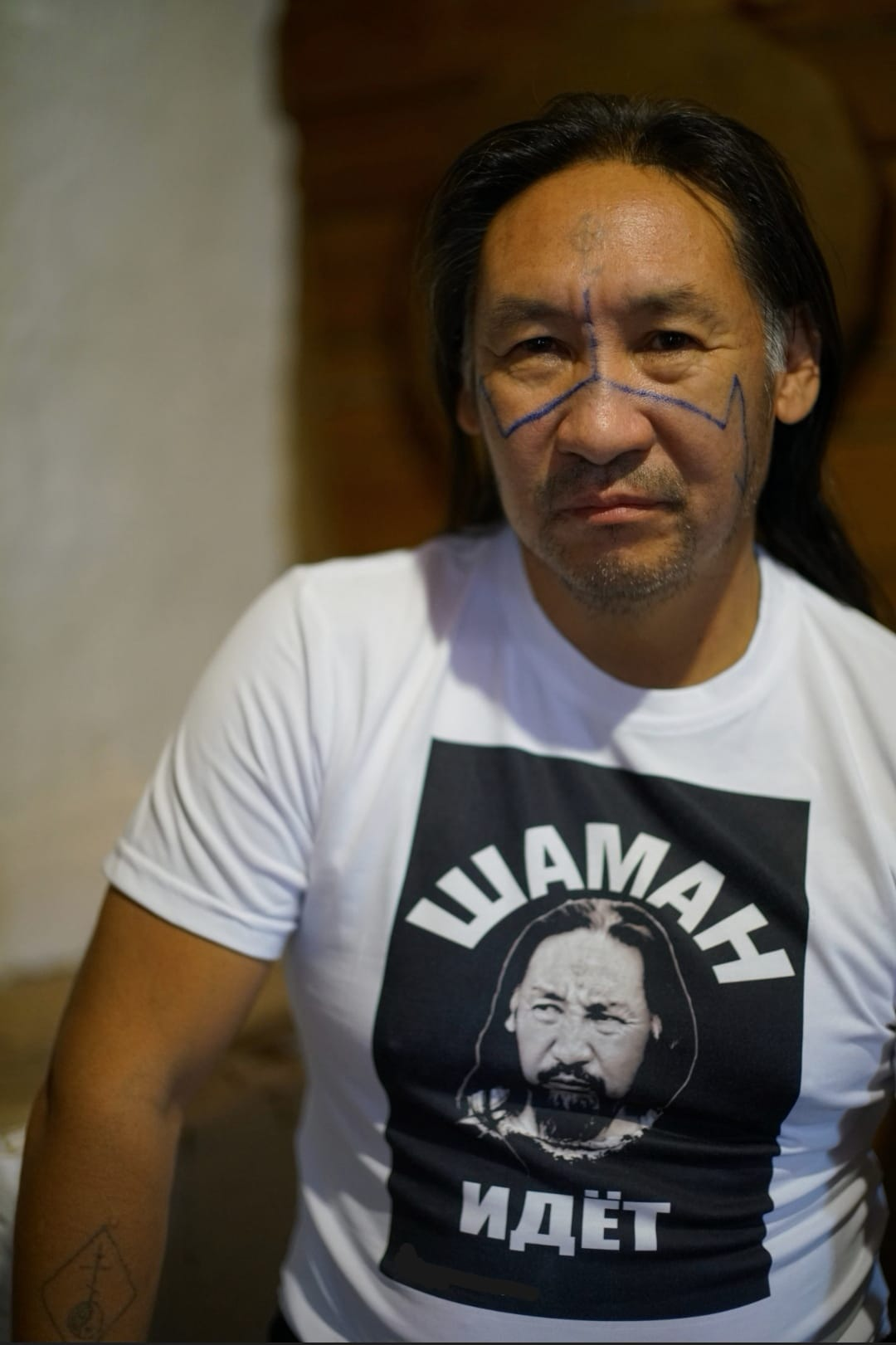
Aleksandr Gabyšev è un attivista e sciamano siberiano di etnia jakuta, che nel 2019 partì a piedi per Mosca per compiere un rito tradizionale volto a "scacciare Putin", venendo poi arrestato e ricoverato forzatamente a più riprese in un ospedale psichiatrico.

È inoltre documentata una ripresa e un incremento rispetto agli anni 2000 della pratica sovietica di utilizzo politico della psichiatria a fini punitivi e repressivi: dal febbraio 2022 al maggio 2024, la Russia ha sottoposto 86 persone, condannate per reati a sfondo politico, a cure psichiatriche forzate in ospedale psichiatrico, tra cui la somministrazione coatta di farmaci antipsicotici come aloperidolo, ha dichiarato l'agenzia di stampa investigativa Agentstvo, aggiungendo che "è impossibile distinguere i casi che riguardano vere e proprie malattie da quelli che sono repressioni motivate politicamente"; alcuni di questi detenuti politici sono tornati poi in carcere, altri vengono dichiarati "non giudicabili" e ricoverati per un periodo di tempo che può essere prorogato a tempo indefinito; a volte vengono rilasciati se ammettono che la loro dissidenza è una patologia e vengono giudicati "guariti", con l'obbligo di seguire trattamenti ambulatoriali. La psichiatria forzata è anche ampiamente utilizzata in casi non politici. Inoltre la psichiatria punitiva è stata documentata anche su centinaia di minori ucraini a Mariupol occupata accusati di essere estremisti "radicali pro-Ucraina".

## Crimini di guerra in Ucraina (territori occupati)

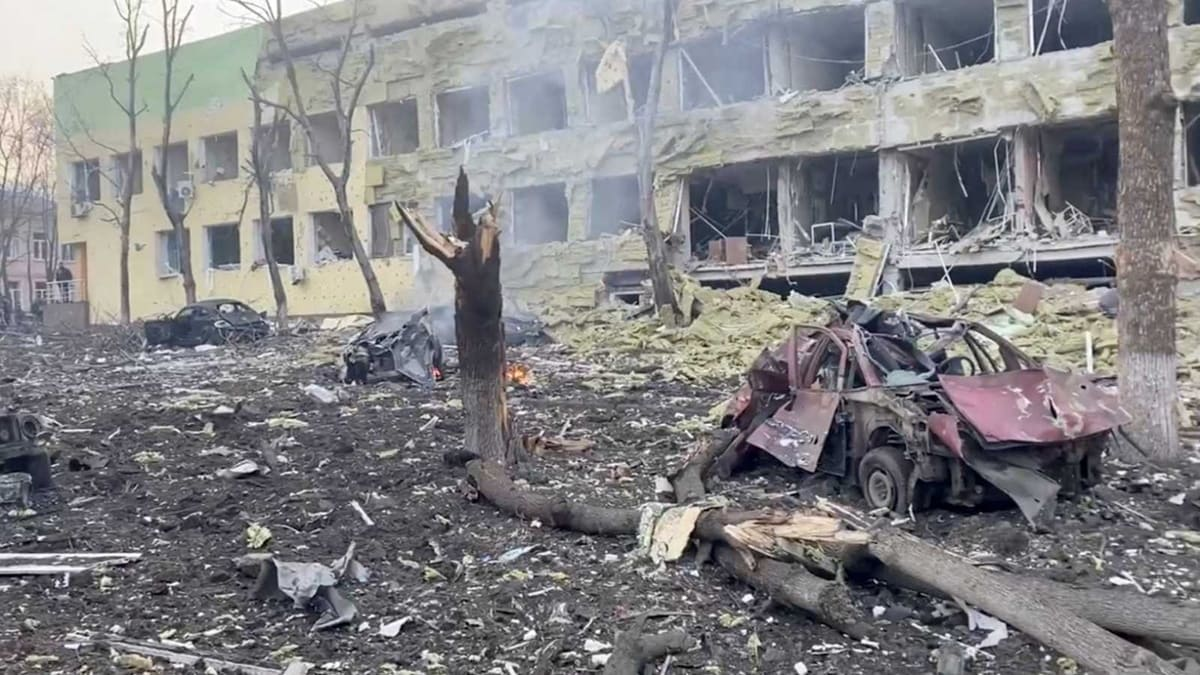
L'ospedale pediatrico di Mariupol', nella zona occupata, dopo l'attacco aereo russo del 2022.

La Russia è accusata o considerata responsabile di numerosi crimini di guerra e crimini contro l'umanità in Ucraina, in particolare nei territori occupati e annessi illegalmente, come il Donbass, la Crimea e l'Oblast' di Zaporižžja, ma anche altrove (massacro di Buča, bombardamenti su quartieri civili di Kiev, Sumy, Odessa, Kharkiv...).
Il governo russo è accusato, come già in passato, di praticare il terrorismo di Stato. Il Parlamento europeo ha dichiarato nel 2022 la Federazione Russa "Stato sponsor del terrorismo".
In Ucraina nei territori occupati dopo l'invasione del 2022 decine di migliaia di militari e civili ucraini sono stati deportati in campi di concentramento e prigioni su territorio russo e nelle oblast' ucraine occupate, dove non vengono rispettate le convenzioni di Ginevra nei confronti dei prigionieri di guerra e vengono ampiamente violati i diritti umani dei civili; Michail Mizincev, capo del Centro di gestione della difesa nazionale della Russia, ha dichiarato l'8 maggio 2022 che 1.185.791 persone sono state trasferite in Russia, alcuni contro la loro volontà. I numerosi testimoni hanno riferito dell'uso costante della tortura e della detenzione arbitraria, ancora peggiore di quello che accade normalmente in Russia; questo è stato confermato sia dal Centro per le libertà civili ucraino e Gruppo di protezione dei diritti umani di Charkiv, ma anche dall'attivista dissidente e difensore dei diritti umani russo Oleg Orlov di Memorial, sia contro i prigionieri di guerra ucraini che contro i prigionieri politici ucraini civili accusati di collaborare con la resistenza o con l'esercito, o di rifiutare la russificazione forzata, contro cui vengono anche aperti casi penali in Russia e nei territori occupati con accuse pretestuose di "tradimento", "spionaggio" e "terrorismo", pur essendo ciò vietato da tutte le convenzioni e trattati internazionali (essendo illegale imporre l'acquisizione della cittadinanza russa).
Nel marzo 2023 la Corte Penale Internazionale ha emesso un mandato di arresto nei confronti del presidente Putin, assieme a Marija L'vova-Belova per deportazione di bambini ucraini e altri crimini. Putin e i vertici del governo russo e dell'esercito sono accusati di crimini di guerra come bombardamento indiscriminato e uccisione di centinaia di migliaia di civili, attacchi diretti su giornalisti, medici, paramedici e operatori umanitari, sparizione forzata di più di 16.000 cittadini ucraini, tortura, violenza sessuale in guerra, pulizia etnica, tentato genocidio, omicidi, distruzione culturale, deportazione e trasferimento illegale di popolazione, in particolare parecchie migliaia di bambini, dalle zone occupate dell'Ucraina alla Federazione Russa; i minori risultano rapiti e affidati a orfanotrofi o famiglie russe o illegalmente detenuti, e sono addestrati militarmente ancora minorenni; l'Ufficio del Procuratore dell'Ucraina e le Nazioni Unite hanno documentato circa 400 casi di violenza sessuale da parte dei russi nel contesto della guerra dell'aggressione; secondo le statistiche al 1° aprile 2024 erano ufficialmente 349 (124 uomini e 225 donne, di cui 19 minorenni).
Più di 500.000 militari russi, tra mercenari, milizie cecene, volontari e soldati di leva, hanno perso la vita. Benché non sia una cifra ufficiale, secondo altri come il politico e militare separatista ex ucraino e filorusso Pavel Gubarev, sarebbero invece 1 milione i militari russi e alleati morti, feriti gravemente o catturati in Ucraina dal 2022, inclusi i soldati stranieri come i nordcoreani.
Crimini di guerra effettuati da militari russi o filorussi contro gli ucraini sono stati documentati in Donbass e Crimea anche durante il periodo 2014-2022, come affermato anche da Amnesty International.
Nel luglio 2025 la Corte europea dei diritti dell'uomo ha ritenuto la Federazione Russa colpevole di violazioni ripetute durante il conflitto armato nel Donbass e l'invasione del 2022, tra cui l'abbattimento del volo MH17 (eseguito da un militare russo a capo dei separatisti della Repubblica Popolare di Doneck), torture e uso illegale di lavori forzati contro prigionieri ucraini (Ucraina vs. Russia, n. 8019/16); rapimento e trasferimento illegale di bambini ucraini in Russia nel 2014 (Ucraina vs. Russia n. 43800/14); altre circostanze e conseguenze dell'abbattimento del volo MH17 (Paesi Bassi vs. Russia n. 28525/20); gravi violazioni dei diritti umani durante l'invasione su larga scala dal 24 febbraio 2022 (Ucraina vs. Russia, n. 11055/22). Secondo i giudici di Strasburgo si sono verificati «attacchi militari indiscriminati e sproporzionati e attacchi diretti contro aree residenziali e infrastrutture civili che hanno causato morti, feriti, sofferenze e danni diffusi a proprietà e abitazioni, esecuzioni sommarie di civili e di personale militare ucraino non più in grado di combattere, l'uso dello stupro come arma di guerra», mentre i «trasferimenti dei bambini non possono essere qualificati come evacuazioni legittime ai sensi del diritto internazionale umanitario...ci sono prove di maltrattamento di alcuni bambini dopo il loro trasferimento», essendo inoltre, secondo i magistrati, dal 24 febbraio 2022 "divenuto chiaro che l'intento della Russia è sempre stato quello di distruggere lo Stato dell'Ucraina".

## Organizzazioni per i diritti umani in Russia
Organizzazioni non governative attive in Russia o composte da russi. Molte sono state dichiarate indesiderabili o estremiste dallo Stato e/o sciolte.
- OVD-Info
- Memorial Human Rights Center
- Amnesty International Est Europa e Asia Solidarnost
- Centro Sacharov
- Comitato Antiguerra Russo
- Russi contro la Guerra
- Vesna
- Marcia dei Dissidenti
- Rights in Russia
- Fondazione Anti-corruzione
- Centro contro la tortura
- Centro Boris Eltsin
- Resistenza Antiguerra Femminista
- Associazione dei Russi Liberi
- Associazione per la Difesa della Glasnost
- Open Russia
- Free Russia Foundation
- Russia Behind Bars
- Front Line Defenders per la Russia
- Human Rights Watch per la Russia
- Gruppo Helsinki di Mosca
- Russian Refugees Committee
- Associazione Zona Prava
- Associazione delle Popolazioni Indigene del Nord (RAIPON)
- Center for Support of Indigenous Peoples of the North/Russian Indigenous Training Center
- For Human Rights